# Línea 224 (Interurbanos Madrid)
La línea 224 de la red de autobuses interurbanos de Madrid une la terminal subterránea de autobuses de Avenida de América con Torrejón de Ardoz.

## Características
Esta línea une Madrid y Torrejón de Ardoz en aproximadamente 45 min a través de la Autovía del Nordeste. Dentro de Torrejón de Ardoz presta servicio a la Avenida de la Constitución, eje central del municipio, atendiendo al centro urbano, el barrio de La Zarzuela y el de Soto del Henares llegando hasta la puerta del Hospital de Torrejón. Esta línea tiene expediciones cuya cabecera se establece en la terminal de autobuses de Plaza de España de Torrejón de Ardoz en vez de circular hasta el hospital.
En sentido Madrid, ciertas expediciones de lunes a viernes laborables, normalmente las que salen de Torrejón de Ardoz a las menos cuarto, entran en el Polígono Industrial de San Fernando de Henares, pasando por la Avenida de Castilla y la calle Sierra de Guadarrama sobre las y diez, las demás por la Avenida de las Fronteras. Se trata además de la línea interurbana con mejor frecuencia que sirve a Torrejón de Ardoz.
Siguiendo la numeración de líneas del CRTM, las líneas que circulan por el corredor 2 son aquellas que dan servicio a los municipios situados en torno a la A-2 y comienzan con un 2. Aquellas numeradas dentro de la decena 220 corresponden a aquellas que circulan por Torrejón de Ardoz y Alcalá de Henares. Particularmente, los números impares en la decena 220 circulan por Alcalá de Henares y los números pares lo hacen por Torrejón de Ardoz.
Está operada por la empresa ALSA mediante la concesión administrativa VCM-202 - Madrid - Torrejón de Ardoz - Alcalá de Henares - Meco (Viajeros Comunidad de Madrid) del Consorcio Regional de Transportes de Madrid.

### Material móvil
Setra S419UL, Mercedes Intouro 15, Mercedes Intouro 12 hybrid (excepcionalmente), Scania Interlink, Scania Citywide (excepcionalmente), Irizar i4

## Horarios
| Lunes a jueves laborables y lectivos                       |
| De 6:30 a 9:00 cada 8-10 minutos                           |
| De 9:00 a 10:00 cada 15 minutos                            |
| De 10:00 a 13:00 cada 20 minutos                           |
| De 13:00 a 21:00 cada 10-12 minutos                        |
| De 21:00 a 23:00 cada 15-20 minutos                        |
| A 23:30- 0:00                                              |
| Viernes laborables y lectivos                              |
| De 6:30 a 9:00 cada 8-10 minutos                           |
| De 9:00 a 14:00 cada 12-20 minutos                         |
| De 14:00 a 21:00 cada 10 minutos                           |
| De 21:00 a 23:00 cada 15-20 minutos                        |
| A 23:20- 23:40 - 0:00                                      |
| Lunes a viernes laborables (no lectivos)                   |
| De 6:30 a 8:00 cada 10 minutos                             |
| De 8:00 a 13:00 cada 15-20 minutos                         |
| De 13:00 a 22:00 cada 10-15 minutos                        |
| A 22:20 - 22:40 - 23:00 - 23:30- 0:00                      |
| Lunes a viernes laborables (15-31 julio y 1-14 septiembre) |
| De 6:30 a 9:00 cada 10 minutos                             |
| De 9:00 a 13:00 cada 15-20 minutos                         |
| De 13:00 a 22:00 cada 12 minutos                           |
| A 22:00 - 22:20 - 22:40 - 23:00 - 23:30 - 0:00             |
| Lunes a viernes laborables (agosto)                        |
| De 6:30 a 9:00 cada 10 minutos                             |
| De 9:00 a 14:00 cada 15-20 minutos                         |
| De 14:00 a 22:00 cada 12 minutos                           |
| A 22:00 - 22:20 - 22:40 - 23:00 - 23:30 - 0:00             |
| Sábados laborables (excepto agosto)                        |
| A 7:00 - 7:20                                              |
| De 7:50 a 21:50 cada hora                                  |
| A 22:40 - 22:50 - 23:00 - 23:15- 23:30- 23:45- 0:00        |
| Sábados laborables (agosto)                                |
| A 7:00 - 7:20                                              |
| De 7:50 a 21:50 cada hora                                  |
| A 22:40 - 22:50 - 23:00 - 23:40- 0:00                      |
| Domingos y festivos                                        |
| A 7:20                                                     |
| De 7:50 a 22:50 cada hora                                  |
| A 23:20- 0:00                                              |
| Refuerzos hasta la Terminal (Plaza de España)              |
| Sábados laborables                                         |
| A 6:40- 7:00                                               |
| De 7:40 a 22:20 cada 20 minutos                            |
| Domingos y festivos (salvo agosto)                         |
| A 6:30                                                     |
| De 7:10 a 22:40 cada 30 minutos                            |
| Domingos y festivos (agosto)                               |
| A 6:30                                                     |
| De 6:40 a 22:40 cada 40 minutos                            |

| Lunes a jueves laborables y lectivos (15 septiembre - 14 julio)                       |                   |                   |                   |             |             |          |          |             |             |             |             |             |             |             |             |          |       |    |
| 5                                                                                     | 6                 | 7                 | 8                 | 9           | 10          | 11       | 12       | 13          | 14          | 15          | 16          | 17          | 18          | 19          | 20          | 21       | 22    | 23 |
| 30 40 50                                                                              | 05 15 25 35 45 55 | 05 15 25 35 45 55 | 05 15 25 35 45 55 | 05 15 30 45 | 00 15 30 45 | 05 25 45 | 00 20 40 | 00 15 30 45 | 00 15 30 45 | 00 15 30 45 | 00 15 30 45 | 00 15 30 45 | 00 15 30 45 | 00 15 30 45 | 00 15 30 45 | 00 20 40 | 00 30 | 00 |
| Viernes laborables y lectivos (15 septiembre - 14 julio)                              |                   |                   |                   |             |             |          |          |             |             |             |             |             |             |             |             |          |       |    |
| 30 40 50                                                                              | 05 15 25 35 45 55 | 05 15 25 35 45 55 | 05 15 25 35 45 55 | 05 15 30 45 | 00 15 30 45 | 05 25 45 | 00 20 40 | 00 15 30 45 | 00 15 30 45 | 00 15 30 45 | 00 15 30 45 | 00 15 30 45 | 00 15 30 45 | 00 15 30 45 | 00 15 30 45 | 00 20 40 | 00 30 | 00 |
| Lunes a viernes laborables no lectivos (15 septiembre - 14 julio)                     |                   |                   |                   |             |             |          |          |             |             |             |             |             |             |             |             |          |       |    |
| 30 40 50                                                                              | 05 20 35 45 55    | 05 15 25 35 45 55 | 05 15 25 35 45 55 | 05 15 30 45 | 00 15 30 45 | 05 25 45 | 00 20 40 | 00 15 30 45 | 00 15 30 45 | 00 15 30 45 | 00 15 30 45 | 00 15 30 45 | 00 15 30 45 | 00 15 30 45 | 00 15 30 45 | 00 20 40 | 00 30 | 00 |
| Lunes a viernes laborables (15 de julio - 31 de julio y 1 septiembre - 14 septiembre) |                   |                   |                   |             |             |          |          |             |             |             |             |             |             |             |             |          |       |    |
| 30 40 50                                                                              | 05 15 25 35 45 55 | 05 15 25 35 45 55 | 05 15 25 35 45 55 | 05 15 30 45 | 00 15 30 45 | 05 25 45 | 00 20 40 | 00 15 30 45 | 00 15 30 45 | 00 15 30 45 | 00 15 30 45 | 00 15 30 45 | 00 15 30 45 | 00 15 30 45 | 00 15 30 45 | 00 20 40 | 00 30 | 00 |
| Lunes a viernes laborables (agosto)                                                   |                   |                   |                   |             |             |          |          |             |             |             |             |             |             |             |             |          |       |    |
| 30 40 50                                                                              | 05 15 25 35 45 55 | 05 15 25 35 45 55 | 05 15 25 35 45 55 | 05 15 30 45 | 00 15 30 45 | 05 25 45 | 00 20 40 | 00 15 30 45 | 00 15 30 45 | 00 15 30 45 | 00 15 30 45 | 00 15 30 45 | 00 15 30 45 | 00 15 30 45 | 00 15 30 45 | 00 20 40 | 00 30 | 00 |
| Sábados, domingos y festivos                                                          |                   |                   |                   |             |             |          |          |             |             |             |             |             |             |             |             |          |       |    |
| A 5:40 - 6:30                                                                         |                   |                   |                   |             |             |          |          |             |             |             |             |             |             |             |             |          |       |    |
| De 7:00 a 22:00 cada hora                                                             |                   |                   |                   |             |             |          |          |             |             |             |             |             |             |             |             |          |       |    |
| A 23:15 - 23:30                                                                       |                   |                   |                   |             |             |          |          |             |             |             |             |             |             |             |             |          |       |    |
| Refuerzos desde la Terminal (Plaza de España)                                         |                   |                   |                   |             |             |          |          |             |             |             |             |             |             |             |             |          |       |    |
| Lunes a viernes laborables (15 septiembre - 14 julio)                                 |                   |                   |                   |             |             |          |          |             |             |             |             |             |             |             |             |          |       |    |
| A 15:30 - 17:45 - 18:15                                                               |                   |                   |                   |             |             |          |          |             |             |             |             |             |             |             |             |          |       |    |
| Lunes a viernes laborables (15 julio - 31 julio y 1 septiembre - 14 septiembre)       |                   |                   |                   |             |             |          |          |             |             |             |             |             |             |             |             |          |       |    |
| A 5:40 - 15:30 - 17:45 - 18:15                                                        |                   |                   |                   |             |             |          |          |             |             |             |             |             |             |             |             |          |       |    |
| Lunes a viernes laborables (agosto)                                                   |                   |                   |                   |             |             |          |          |             |             |             |             |             |             |             |             |          |       |    |
| A 18:15                                                                               |                   |                   |                   |             |             |          |          |             |             |             |             |             |             |             |             |          |       |    |
| Sábados laborables (salvo agosto)                                                     |                   |                   |                   |             |             |          |          |             |             |             |             |             |             |             |             |          |       |    |
| A 6:00                                                                                |                   |                   |                   |             |             |          |          |             |             |             |             |             |             |             |             |          |       |    |
| De 6:40 a 22:00 cada 20 minutos                                                       |                   |                   |                   |             |             |          |          |             |             |             |             |             |             |             |             |          |       |    |
| A 22:30 - 22:45 - 23:00                                                               |                   |                   |                   |             |             |          |          |             |             |             |             |             |             |             |             |          |       |    |
| Sábados laborables (agosto)                                                           |                   |                   |                   |             |             |          |          |             |             |             |             |             |             |             |             |          |       |    |
| De 6:40 a 22:00 cada 20 minutos                                                       |                   |                   |                   |             |             |          |          |             |             |             |             |             |             |             |             |          |       |    |
| A 22:30 - 22:45 - 23:00                                                               |                   |                   |                   |             |             |          |          |             |             |             |             |             |             |             |             |          |       |    |
| Domingos y festivos (excepto agosto)                                                  |                   |                   |                   |             |             |          |          |             |             |             |             |             |             |             |             |          |       |    |
| De 6:00 a 23:30 cada 30 minutos                                                       |                   |                   |                   |             |             |          |          |             |             |             |             |             |             |             |             |          |       |    |
| Domingos y festivos (agosto)                                                          |                   |                   |                   |             |             |          |          |             |             |             |             |             |             |             |             |          |       |    |
| De 6:00 a 0:00 cada 40 minutos                                                        |                   |                   |                   |             |             |          |          |             |             |             |             |             |             |             |             |          |       |    |

## Recorrido y paradas

### Sentido Torrejón de Ardoz
La línea inicia su recorrido en el Intercambiador de Avenida de América, en la dársena 4, en este punto se establece correspondencia con las líneas del corredor 2 con cabecera aquí así como algunas líneas urbanas y algunas líneas de largo recorrido. En la superficie efectúan parada varias líneas urbanas con las que tiene correspondencia, y a través de pasillos subterráneos enlaza con Metro de Madrid.
Tras abandonar el intercambiador subterráneo, la línea sale a la A-2, por la que se dirige hacia Guadalajara. A lo largo de la autovía tiene parada bajo el Puente de la CEA, en el nudo de Canillejas, junto al Polígono Las Mercedes, junto a la Colonia Fin de Semana, junto al área industrial de la Avenida de Aragón, en el Puente de San Fernando.
A continuación, la línea toma la salida 17A hacia Torrejón de Ardoz, aproximándose al casco urbano por la Avenida de Castilla, donde tiene 3 paradas en el polígono industrial San Fernando Norte. Al entrar en el término municipal de Torrejón de Ardoz, se convierte en la Avenida de la Constitución, por la que circula a continuación con 7 paradas a lo largo de la antigua travesía de la N-II. Llegando al final de esta avenida gira a la izquierda por la Avenida de los Descubrimientos entrando en el barrio de La Zarzuela. Posteriormente vuelve a la Avenida de la Constitución para entrar en el barrio de Soto del Henares por el Paseo de la Democracia y recorrerlo por la Avenida Eduardo Chillida y el Paseo de la Concordia hasta llegar a la calle Mateo Inurria, donde se sitúa la entrada principal del Hospital de Torrejón, en la que tiene su cabecera.
| Código | Zona | Localidad               | Denominación                                               | Ubicación                           | Líneas de la parada                                                     | Metro / Cercanías  |
| ------ | ---- | ----------------------- | ---------------------------------------------------------- | ----------------------------------- | ----------------------------------------------------------------------- | ------------------ |
| 12477D |      | Madrid                  | Intercambiador de Avenida de América - Dársena 4           | Avenida de América Nº13             | 224                                                                     | Avenida de América |
| 1284   |      | Madrid                  | Avenida de América - Calle de Arturo Soria                 | A-2 km. 5,4                         | 115 200 N4 222 223 224 224A 226 227 229 281 282 283 284 N202 VAC-243    |                    |
| 5617   |      | Madrid                  | Canillejas                                                 | Calle de Josefa Valcárcel Nº152     | 165 200 N4 222 223 224 224A 226 227 229 261281 282 283 284 N202 VAC-243 | Canillejas         |
| 07205  |      | Madrid                  | Carretera A-2 - Polígono Industrial Las Mercedes           | Avenida de Aragón Nº328             | 88 222 223 224 224A 226 227 229 281 282 283 284 N202 VAC-243            |                    |
| 07207  |      | Madrid                  | Carretera A-2 - Colonia Fin de Semana                      | Avenida de Aragón Nº374             | 222 223 224 224A 226 227 229 281 282 283 284 N202 VAC-243               |                    |
| 07208  |      | Madrid                  | Carretera A-2 - Hotel                                      | Avenida de Aragón Nº400             | 88 222 223 224 224A 226 227 229 281 282 283 284 N202 VAC-243            |                    |
| 07209  |      | Madrid                  | Carretera A-2 - Pegaso City                                | Avenida de Aragón km. 14,1          | 88 222 223 224 224A 226 227 229 281 282 283 284 N202 VAC-243            |                    |
| 07212  |      | San Fernando de Henares | Avenida de Castilla - Parque Empresarial San Fernando      | Avenida de Castilla Nº2             | 223 224 N202 VAC-2431                                                   |                    |
| 17802  |      | San Fernando de Henares | Avenida de Castilla - Calle de la Sierra de Gata           | Avenida de Castilla Nº10            | 223 224 N202 1                                                          |                    |
| 07228  |      | San Fernando de Henares | Avenida de Castilla - Cuatro Mares                         | Avenida de Castilla Nº22            | 223 224 N202 1                                                          |                    |
| 07229  |      | San Fernando de Henares | Avenida de Castilla - Calle de los Picos de Europa         | Avenida de Castilla Nº38            | 223 224 N202 VAC-243                                                    |                    |
| 10892  |      | Torrejón de Ardoz       | Avenida de la Constitución - Avenida de las Fronteras      | Avenida de la Constitución Nº26     | 215 220 223 224 251 340 824 N202 1A 2 3 4 5A                            |                    |
| 15082  |      | Torrejón de Ardoz       | Avenida de la Constitución - Estación de Torrejón de Ardoz | Avenida de la Constitución Nº13     | 15082 A 223 224 340 824 N202 2 3 15082 B 1A 5A                          | Torrejón de Ardoz  |
| 06946  |      | Torrejón de Ardoz       | Avenida de la Constitución - Carretera de Loeches          | Avenida de la Constitución Nº86     | 223 224 824 N202 6                                                      |                    |
| 10896  |      | Torrejón de Ardoz       | Avenida de la Constitución - Calle de Roma                 | Avenida de la Constitución Nº151    | 224 824 N202 6                                                          |                    |
| 06942  |      | Torrejón de Ardoz       | Avenida de la Constitución - Calle de Budapest             | Avenida de la Constitución Nº128    | 223 224 824 N202 6                                                      |                    |
| 06940  |      | Torrejón de Ardoz       | Avenida de la Constitución - Calle de Juncal               | Avenida de la Constitución Nº148    | 223 224 824 N202 6                                                      |                    |
| 10074  |      | Torrejón de Ardoz       | Avenida de la Constitución - Avenida Descubrimientos       | Avenida de la Constitución Nº186    | 223 224 824 N202 1B 6                                                   |                    |
| 18662  |      | Torrejón de Ardoz       | Avenida Descubrimientos - Calle de Orellana                | Avenida Descubrimientos Nº8         | 224                                                                     |                    |
| 18661  |      | Torrejón de Ardoz       | Calle Hermanos Pinzón - Barrio de La Zarzuela              | Calle Hermanos Pinzón Nº4           | 224                                                                     |                    |
| 10075  |      | Torrejón de Ardoz       | Avenida de la Constitución - Barrio de La Zarzuela         | Avenida de la Constitución Nº210    | 223 224 824 N202 1B 6                                                   |                    |
| 20903  |      | Torrejón de Ardoz       | Avenida de la Constitución - Paseo de la Democracia        | Avenida de la Constitución Nº236    | 224 824 N202 1B 6                                                       |                    |
| 19868  |      | Torrejón de Ardoz       | Paseo de la Democracia - Estación de Soto del Henares      | Paseo de la Democracia Nº14         | 224                                                                     | Soto del Henares   |
| 18658  |      | Torrejón de Ardoz       | Avenida de Eduardo Chillida - Paseo de la Democracia       | Avenida de Carmen Martín Gaite S/Nº | 224 1A                                                                  |                    |
| 19052  |      | Torrejón de Ardoz       | Avenida de Eduardo Chillida - Paseo de la Concordia        | Avenida de Eduardo Chillida Nº12    | 224 1A                                                                  |                    |
| 18653  |      | Torrejón de Ardoz       | Calle Mateo Inurria - Hospital de Torrejón                 | Calle Mateo Inurria S/N.º           | 224 251                                                                 |                    |

### Sentido Madrid
El recorrido en dirección a Madrid es igual al de ida pero en sentido contrario con algunas salvedades:
- La línea sale de la cabecera en la calle Hermanos Pinzón por la Avenida de Cristóbal Colón (sin parada) y la calle Descubrimientos (1 parada) hasta reincorporarse a la Avenida de la Constitución.
- Poco después de la Plaza de España, la línea gira a la derecha por la Avenida de las Fronteras (1 parada), por la que sale a la Autovía del Nordeste, salvo las expediciones que pasan por Avenida de Castilla, que tienen el mismo recorrido de la ida.
- Hay 4 paradas más en la A-2 que a la ida, una junto al Polígono La Fuentecilla de San Fernando de Henares, otra en la zona industrial de la Avenida de Aragón, otra entre Canillejas y el Puente de la Cea y la cuarta en la Avenida de América pasado el puente sobre la M-30 antes de entrar al intercambiador subterráneo.

| Código                                                                                              | Zona | Localidad               | Denominación                                                       | Ubicación                            | Líneas de la parada                                                  | Metro / Cercanías  |
| --------------------------------------------------------------------------------------------------- | ---- | ----------------------- | ------------------------------------------------------------------ | ------------------------------------ | -------------------------------------------------------------------- | ------------------ |
| 18653                                                                                               |      | Torrejón de Ardoz       | Calle Mateo Inurria - Hospital de Torrejón                         | Calle Mateo Inurria S/N.º            | 224 251                                                              |                    |
| 19051                                                                                               |      | Torrejón de Ardoz       | Avenida de Eduardo Chillida - Paseo de la Concordia                | Avenida de Eduardo Chillida Nº154    | 224 1B                                                               |                    |
| 19053                                                                                               |      | Torrejón de Ardoz       | Paseo de la Democracia - Avenida de Eduardo Chillida               | Paseo de la Democracia Nº9           | 224                                                                  |                    |
| 19866                                                                                               |      | Torrejón de Ardoz       | Paseo de la Democracia - Estación de Soto del Henares              | Paseo de la Democracia S/Nº          | 224 1A 6                                                             | Soto del Henares   |
| 20902                                                                                               |      | Torrejón de Ardoz       | Avenida de la Constitución - Calle de Mahatma Gandhi               | Avenida de la Constitución Nº229     | 224 824 N202 1A 6                                                    |                    |
| 10072                                                                                               |      | Torrejón de Ardoz       | Avenida de la Constitución - Barrio de La Zarzuela                 | Avenida de la Constitución Nº219     | 223 224 824 N202 1A 6                                                |                    |
| 11928                                                                                               |      | Torrejón de Ardoz       | Calle Hermanos Pinzón - Barrio de La Zarzuela                      | Calle Hermanos Pinzón Nº5            | 224                                                                  |                    |
| 11927                                                                                               |      | Torrejón de Ardoz       | Avenida Descubrimientos - Calle de Orellana                        | Avenida Descubrimientos S/Nº         | 224                                                                  |                    |
| 10073                                                                                               |      | Torrejón de Ardoz       | Avenida de la Constitución - Avenida Descubrimientos               | Avenida de la Constitución Nº186     | 223 224 824 N202 1A 6                                                |                    |
| 06939                                                                                               |      | Torrejón de Ardoz       | Avenida de la Constitución - Calle de Juncal                       | Avenida de la Constitución Nº203     | 223 224 824 N202 6                                                   |                    |
| 06941                                                                                               |      | Torrejón de Ardoz       | Avenida de la Constitución - Calle de Budapest                     | Avenida de la Constitución Nº169     | 223 224 824 N202 6                                                   |                    |
| 07231                                                                                               |      | Torrejón de Ardoz       | Avenida de la Constitución - Calle de Roma                         | Avenida de la Constitución Nº143     | 223 224 824 N202 6                                                   |                    |
| 15442                                                                                               |      | Torrejón de Ardoz       | Terminal Plaza de España - Estación de Torrejón de Ardoz           | Plaza de España Nº7                  | 223 224 N202                                                         | Torrejón de Ardoz  |
| Paradas realizadas por los servicios sin paso por el polígono industrial de San Fernando de Henares |      |                         |                                                                    |                                      |                                                                      |                    |
| 18255                                                                                               |      | Torrejón de Ardoz       | Avenida de las Fronteras - Avenida de la Constitución              | Avenida de las Fronteras Nº2A        | 215 224 224A 261824 VAC-2431B 2 5B                                   |                    |
| 06903                                                                                               |      | Torrejón de Ardoz       | Avenida de las Fronteras - Calle de Madrid                         | Avenida de las Fronteras Nº16        | 215 223 224 224A 251 252 261824 N202 VAC-022VAC-2431B 4 5B           |                    |
| Paradas realizadas por los servicios con paso por el polígono industrial de San Fernando de Henares |      |                         |                                                                    |                                      |                                                                      |                    |
| 16537                                                                                               |      | San Fernando de Henares | Avenida de Castilla - Calle de los Picos de Europa                 | Avenida de Castilla Nº45             | 224 VAC-243                                                          |                    |
| 16536                                                                                               |      | San Fernando de Henares | Avenida de Castilla - Calle de los Cuatro Mares                    | Avenida de Castilla Nº38             | 224                                                                  |                    |
| 16535                                                                                               |      | San Fernando de Henares | Calle de la Sierra de Gata - Avenida de Castilla                   | Calle de la Sierra de Gata S/Nº      | 224                                                                  |                    |
| 07440                                                                                               |      | San Fernando de Henares | Calle de la Sierra de Guadarrama - Parque Empresarial San Fernando | Calle de la Sierra de Guadarrama Nº6 | 224 1                                                                |                    |
| 11479                                                                                               |      | San Fernando de Henares | Carretera M-115 - Polígono Industrial Las Fuentecillas             | Carretera de INTA Nº200              | 224 VAC-2431                                                         |                    |
| Paradas del itinerario normal                                                                       |      |                         |                                                                    |                                      |                                                                      |                    |
| 07239                                                                                               |      | San Fernando de Henares | Carretera A-2 - Parque Empresarial San Fernando                    | Carretera de INTA Nº200              | 222 223 224 224A 226 227 229 N202 VAC-243                            |                    |
| 07299                                                                                               |      | Madrid                  | Carretera A-2 - Pegaso City                                        | Avenida de Aragón km. 14             | 222 223 224 224A 226 227 229 281 282 283 284 N202 VAC-243            |                    |
| 07300                                                                                               |      | Madrid                  | Carretera A-2 - Hotel                                              | Avenida de Aragón km. 13,3           | 222 223 224 224A 226 227 229 281 282 283 284 N202 VAC-243            |                    |
| 07301                                                                                               |      | Madrid                  | Carretera A-2 - Colonia Fin de Semana                              | Avenida de Aragón S/N.º              | 222 223 224 224A 226 227 229 281 282 283 284 N202 VAC-243            |                    |
| 07302                                                                                               |      | Madrid                  | Carretera A-2 - Barrio del Aeropuerto                              | Calle de Salinas de Rosío Nº37       | 222 223 224 224A 226 227 229 281 282 283 284 N202 VAC-243            |                    |
| 07312                                                                                               |      | Madrid                  | Carretera A-2 - Instituto                                          | Avenida de Aragón km. 10             | 222 223 224 224A 226 227 229 281 282 283 284 N202 VAC-243            |                    |
| 07313                                                                                               |      | Madrid                  | Avenida de América - Canillejas                                    | Avenida de Logroño Nº4               | 222 223 224 224A 226 227 229 261281 282 283 284 N202 VAC-243         | Canillejas         |
| 1287                                                                                                |      | Madrid                  | Avenida de América - Parque Conde de Orgaz                         | Avenida de América km. 6,4           | 115 222 223 224 224A 226 227 229 282 283 N202 VAC-243                |                    |
| 1285                                                                                                |      | Madrid                  | Avenida de América - Calle de Arturo Soria                         | Avenida de América km. 6,4           | 115 200 222 223 224 224A 226 227 229 261281 282 283 284 N202 VAC-243 |                    |
| 1283                                                                                                |      | Madrid                  | Avenida de América - Parque de las Avenidas                        | Avenida de América Nº54              | 114 115 N4 222 223 224 224A 226 227 229 281 282 283 284 N202 VAC-243 |                    |
| 4770                                                                                                |      | Madrid                  | Avenida de América - Hotel                                         | Avenida de América Nº41              | 114 115 122 222223224224A226227229281282283284VAC-243                |                    |
| 12477                                                                                               |      | Madrid                  | Intercambiador de Avenida de América                               | Avenida de América Nº13              | Descenso en las dársenas 8 y 9                                       | Avenida de América |